# 버트 라이텔

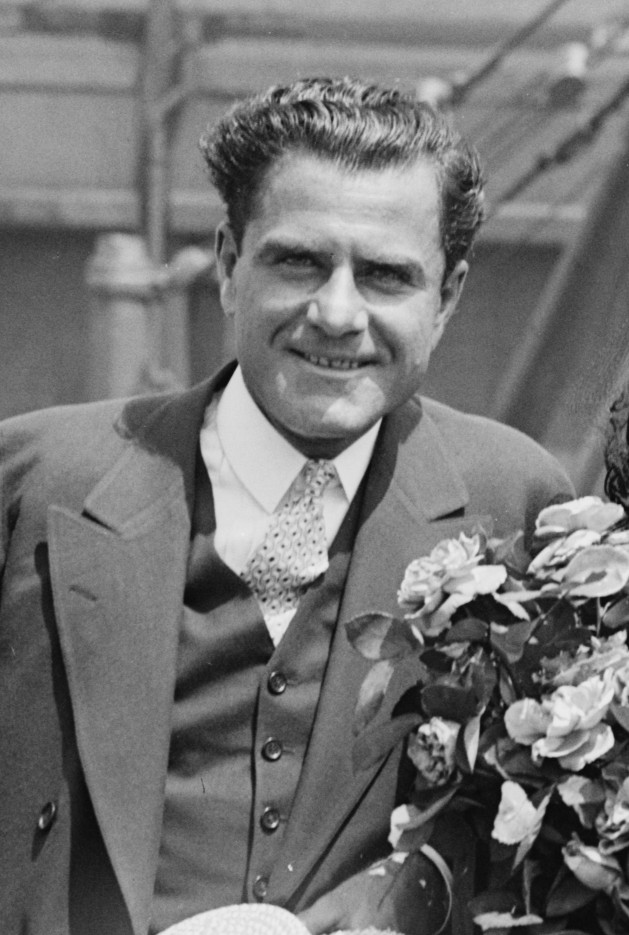

버트 라이텔(Bert Lytell, 1885년 2월 24일 ~ 1954년 9월 28일)은 미국의 배우, 텔레비전 배우, 영화배우, 각본가, 연극 배우, 영화 프로듀서이다.
뉴욕에서 태어났으며 뉴욕에서 사망하였다.

## 영화
- 스테이지 도어 캔틴 (1943년)
- 원더미어 부인의 부채 (1925년) - 윈더미어 경 역
- 무인지대 (1918년)